# محمدرضا عباسیان
محمدرضا عباسیان (متولد۱۳۸۵،کاشان) نویسنده و نقاد کتاب های منطق و فلسفه روان شناسی و برنده جایزه برترین نویسنده جوان سال ۱۴۰۲.

## آثار
- تنهایی
- کمین
- قانا
- مدرسه
- سینکا و انس
- فاطا
- دختران